# Марий Эл (телерадиокомпания)
Госуда́рственная телевизионная и радиовещательная компа́ния «Мари́й Эл» — филиал «Всероссийская государственная телевизионная и радиовещательная компания» в Республике Марий Эл.

## История
Телевизионное вещание в Республике Марий Эл ведётся с 15 августа 1960 года. В этот день Йошкар-Олинская студия телевидения начала регулярные передачи. Телестудия работала 5 дней в неделю, с 19 до 21 часа.
7 ноября 1962 года Йошкар-Олинская телестудия начала трансляцию 1-й программы Центрального телевидения.
В 1968 году с появлением передвижной телевизионной станции стало возможным показывать репортажи с мест событий. При помощи передвижной телевизионной станции транслировались праздничные демонстрации, концерты и спектакли со сцены ведущих театров республики, спортивные состязания со стадионов, репортажи из цехов промышленных предприятий, полевых станов и колхозных ферм.
В сентябре 1972 года со сдачей в эксплуатацию передатчика 12 канала началась трансляция 2-й программы Центрального телевидения. В республике заработал корреспондентский пункт Центрального телевидения и Всесоюзного радио.
С 16 июня 1977 года началась трансляция цветного телевидения, в 1978 году приобрели передвижную телевизионную станцию цветного изображения ПТ ВС-2 ЦТ с видеомагнитофоном и камерами. Марийская бригада телевизионщиков успешно отработала в освещении Олимпийских игр, проходивших в Москве летом 1980 года.
С 17 декабря 2012 года по 14 декабря 2017 года руководителем телерадиокомпании «Мари́й Эл» была Митьшева Мария Альбертовна.
С 15 декабря 2017 года по 26 августа 2019 года директором был Маринин Станислав Юрьевич.
С августа 2019 года директором является Чермаков Алексей Семёнович.

## Описание
На Марийском телевидении основное место занимают информационные и общественно-политические передачи. Ежедневно программа «Вести Марий Эл» на марийском и русском языках оперативно освещает социально-экономическую, экономическую и культурную жизнь республики. Охват телевизионным вещанием в 1985 году составил 95 % территории Марийской Республики. В 1990-е годы объём вещания на марийском языке занимал 50 % эфирного времени.

## Телепрограммы
- «Вакцинация от COVID-19»
- «Увер аршаш»
- «Вести Марий Эл»
- «Вести ПФО»
- «Марий Эл Увер»
- «Вести Марий Эл. Утро»
- «Вести Марий Эл. Дежурная часть»
- «Местное время. Суббота»
- «Местное время. Воскресенье»
- «Специальный репортаж»

## Авторское ТВ
- «Частная коллекция» — репортажи о коллекционерах[5].
- «Люди мира» — истории про жителей ближнего и дальнего зарубежья[6].
- «Телекласс для вас» — программа, посвящённая отрасли образования во всех её проявлениях[7].
- «24 часа в деле» — рубрика о людях, которые стали профи своего дела[8].
- «5 наивных вопросов профессионалу от дилетанта»[9]
- «Благодарю за службу» — проект о Великой Отечественной войне[10].
- «В режиме длительной изоляции» — программа о преступлениях и неминуемых наказаниях[11].
- «Искусство видеть» — цикл передач о произведениях изобразительного искусства[12].
- «Как это было…» — разбор уникальных архивов ГТРК «Марий Эл» в честь года столетия Республики Марий Эл[13].
- «На старте» — телепроект для любителей спорта[14].
- «Пешком по республике» — видеоочерк от ведущего Александра Акилбаева, путешествующего по республике Марий Эл пешком[15].
- «Преображение» — программа о событиях и открытиях в жизни простого человека, который стремится познать суть православия[16].
- «Свидетель эпохи» — репортажи о культурном наследии[17].
- «Сделано в Марий Эл» — проект с историями экспортёров республики Марий Эл, которые успешно покоряют заграницу[18].

## Этно Тв
- «Финно-угорский мир» — программа с культурно-просветительской направленностью[19].
- «Марий тӱня (Марийский мир)» — программа с информационно-просветительской направленностью[20].
- «Пошкудем (мари)» — видеоматериалы с богатым культурным и литературным наследием[21].
- «Шӱмсем пӧлек (мари)» — концерт по заявкам телезрителей[22].
- «Кырык сирем (мари)» — проект, главной целью которого является создание цельного положительного аудиовизуального образа части народа мари, издревле говорящего на этом языке, сохранение и развитие его литературного языка, истории, культуры, обычаев, а также творческое осмысление личности созидающего современника[23].
- «Шонанпыл (мари)» — передача на национальном языке для младших школьников[24].
- «Илыш мундыра (мари)» — репортажи с яркими биографиями обычных людей[25].
- «Туган тел (тат)» — программа о жизни татар, проживающих в республике Марий Эл[26].
- «У муро» — записи авторских и народных песен в исполнении известных певцов республики, драматических артистов[27].
- «Шым гана висе» — юмористический концерт на марийском языке[28].
- «Изге мечет (рус)» — передача об основах традиционного Ислама и жизни мусульман республики[29].

## Радиопрограммы
- «Вашкыл»[30]
- «Диалог» — авторская программа Маргариты Соловьёвой[31].
- «Кечывал радиоканал»<ref.</ref>
- «Микрофон ончылно театр»[32]
- «Поро эр, Марий Эл»[33]
- «Самое время» — разговоры с чиновниками, политиками, учёными, деятелями искусства, общественными активистами и многими другими[34].
- «Слово о мастере» — разговоры с людьми труда и мастерами своего дела[35].
- «Спираль времени» — репортажи о музыкальной культуре[36].
- «Страницы истории» — рассказы о судьбах людей, которые оставили свой след в развитии культуры, науки, просвещения и экономики[37].
- «Чаҥ»[38]
- «Шуматкече вашлиймаш»[39]